# Ainoa
Ainoa é um género de líquens da família Baeomycetales. O género contém duas espécies: A. mooreana e A. geochroa. Ambas as espécies foram descritas em 2001.